# 龍虎武師
龍虎武師，專指粵劇和電影行業中負責武打動作的動作特技演員，簡稱武師（武行）。他們除了負責武打演出外，也擔當特技演員，例如做演員替身、吊鋼絲等。他們多數參與動作電影的演出，例如功夫、武俠、搏擊、警匪、黑幫、間諜、戰爭、玄幻（鬼片、僵屍、仙俠）、超級英雄、超自然、恐怖、動作喜劇、動作特技等類形的電影。
香港很早就有了武師公會（曾志偉曾經是會長），1993年又成立了「香港動作特技演員公會」。
龍虎武師的晉身途徑，包括武術指導、武打演員、動作導演等工作。

## 分類
職業武行有分：技、器、拳、車、替、威、火、雜八門。一個成熟的武術班底，至少要這八種完整的建制，分別由八位領頭的師傅帶底下若干個學徒，負責電影中的一切武打、特技等工作。
- 技：就是特技，特別是指那種驚險動作的表演。
- 器：就是器械，指的是中國傳統的刀劍棍棒那些動作的設計。
- 拳：就是功夫設計，電影裏徒手打鬥拆招的武術，這一門在香港和國際上最是吃香。
- 車：顧名思義就是車技，飛車特技。
- 替：就是替身，代替演員完成所有動作、器械、煙火等等驚險高難的動作。
- 威：指的是吊威亞（吊鋼絲），這個行當是香港電影特有，負責拉繩子的武行師傅必須經過非常專業的訓練才行，不然很容易出危險。
- 火：就是煙火，這裏還包括槍械、炸彈等等。演員表演被亂槍打死地時候，身上炸開的一個個小洞，有血漿噴出來卻不會傷到演員的皮膚的那些，就是這行師傅的工作。
- 雜：也就是打雜的，說白了就是前七門不包括的工作，這門剩下的全包。

很多武班都根據自己的特長或者公司的電影需要，缺少某一類武行，或者某一類武行師傅有好幾個。

## 电影
魏君子执导的纪录片《龙虎武师》于2021年8月28日在中国大陆上映。